# Moritz Steinle
Moritz Steinle (* 14. Februar 1983 in Stuttgart) ist ein deutscher Fußballspieler.
Er kam als Siebenjähriger in die F-Jugend der Stuttgarter Kickers. Bereits während seiner Juniorenzeit bestritt er Spiele für die zweite Mannschaft des Vereins in der Oberliga Baden-Württemberg. Zur Saison 2003/04 rückte Steinle in die erste Mannschaft auf und bestritt 136 Spiele in der Regionalliga Süd. Mit den Stuttgarter Kickers qualifizierte er sich für die zur Saison 2008/09 neu geschaffene 3. Liga. Sein Profidebüt gab er am 7. Dezember 2008, als er beim 3:2-Heimerfolg gegen den SV Werder Bremen II in der Startelf stand. Nach dem Abstieg 2009 mit den Kickers spielte Steinle nur noch eine Saison lang in der ersten Mannschaft und absolvierte anschließend nur noch vier weitere Spiele in der ersten Mannschaft. Am Ende des Jahres 2012 gab er bekannt auf unbekannte Zeit zu pausieren.